# Thomas Picton

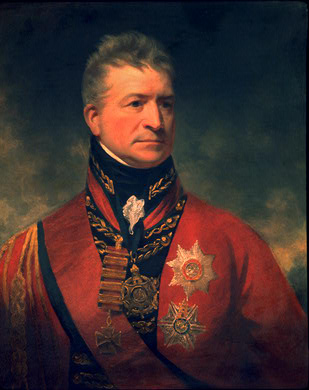
Sir Thomas Picton

Thomas Picton, född 24 augusti 1758 i Pembrokeshire i Wales, död 18 juni 1815 vid Slaget vid Waterloo var en brittisk officer som deltog i flera olika krig för Storbritannien. Han föddes i Poyston i södra Pembrokeshire som yngste son till Thomas Picton. Han gick med i armén 1771 och blev fänrik i det tolfte infanteriregementet men fick inte delta i sin första strid förrän 1796 då han var vid  ön Saint Lucia i Västindien. Han var samtidigt guvernör i Trinidad och blev allmänt känd för sin grymhet. 
Han deltog i det Spanska frihetskriget och deltog i många olika strider. Efter att Napoleon besegrats återvände han till Carmarthenshire med avsikt att bli Parlamentsledamot i det brittiska parlamentet. Han adlades 1815 och samtidigt flydde Napoleon från Elba och han återkallades tillbaka till armén. Han ledde den femte divisionen vid Slaget vid Quatre Bras där han sårades. Trots detta deltog han i slaget vid Waterloo där han dödades. Han begravdes i St Pauls Cathedral och flera moment har rest över honom och flera orter har namngivits efter honom, bland annat Picton i Nya Zeeland. 